# Сын Дракулы (фильм, 1943)
«Сын Дракулы» (англ. Son of Dracula) — американский фильм ужасов 1943 года режиссёра Роберта Сиодмака по сценарию, основанному на оригинальной истории его младшего брата Курта Сиодмака. В фильме снимались Лон Чейни-младший, Луиз Олбриттон, Роберт Пейдж, Эвелин Анкерс и Фрэнк Крэвен. Действие фильма происходит в США, где только что поселился граф Алукард (Чейни мл.). Кэтрин Колдуэлл (Олбриттон), изучающая оккультизм, очаровывается Алукардом и в конце концов выходит за него замуж. Кэтрин начинает странно вести себя, что заставляет влюблённого в неё Фрэнка Стенли (Пейдж) заподозрить, что с ней что-то случилось. Ему помогают доктор Брюстер (Крэвен) и психолог Лазло (Бромберг), которые приходят к выводу, что Алукард — вампир.
Фильм является третьим по счёту фильмом о Дракуле в классической серии фильмов ужасов компании Universal, предыдущим была «Дочь Дракулы» (1936). Фильм был снят в иных обстоятельствах, нежели два предыдущих фильма в серии. В Universal сменился председатель совета директоров и после успеха фильма «Сын Франкенштейна» (1939) было решено заняться другими сиквелами. Первоначально сценарием фильма занимался Курт Сиодмак, которого позже сменил Эрик Тейлор. Съёмки начались 7 января 1943 года и завершились 2 февраля. Из студийных материалов или торговых отчётов сохранилось мало документов, связанных с производством фильма.
Премьера фильма состоялась примерно через полгода после завершения съёмок, 20 октября 1943 года в кинотеатре «Сине Олимпия» в Мехико. После выхода фильма в прокат, журнал Boxoffice объявил «Сына Дракулы» хитом в США, где его продажи были на 23 % выше среднего уровня. Первоначальный приём фильма был охарактеризован историком кино Гари Д. Родсом как «разнообразный».

## Сюжет
Граф Алукард, таинственный незнакомец, прибывает в США по приглашению Кэтрин Колдуэлл, одной из дочерей Новоорлеанского полковника, владельца плантации Колдуэлла. Вскоре после его прибытия, полковник умирает и оставляет своё богатство двум дочерям: Клэр получает все деньги, а Кэтрин — его плантацию «Тёмные Дубы». Кэтрин тайно выходит замуж за Алукарда, избегая своего давнего друга Френка Стенли. Френк старается помешать паре и стреляет в Алукарда, но пули идут прямо через тело Графа и поражают Кэтрин, по-видимому, убивая её.
Потрясённый Френк бежит к профессору Брюстеру и всё рассказывает ему, профессор приезжает в «Тёмные Дубы» и встречает там Алукарда, и живую Кэтрин. Пара рассказывает ему, что впредь они будут посвящать дни научным исследованиям, а принимать гостей только ночью. Френк приходит в полицию и признаётся в убийстве Кэтрин. Брюстер пробует убедить шерифа, что он видел Кэтрин живую и она будет занята весь день, но Шериф настаивает на поездке в «Тёмные Дубы». Он находит мёртвое тело Кэтрин и привозит его в морг.
Тем временем венгерский профессор Лазло приезжает в дом Брюстера. Доктор Брюстер заметил, что слово Алукард в обратном прочтении будет Дракула и понимает, что тот является вампиром. Позже мать приносит к профессору сына, укушенного в шею, и это только подтверждает догадки Лазло. Позже Граф приходит к Брюстеру и Лазло, но они достают крест, направляют его на графа, и тот исчезает.
Вампир Кэтрин входит в камеру Френка и объясняет, что она всё ещё любит его, что она вышла замуж за Алукарда только, чтобы достигнуть бессмертия, и что она хочет разделить бессмертие с ним. Френк сначала не соглашается, но потом уступает ей, поскольку она сообщает ему, как уничтожить Алукарда. Френк сбегает из тюрьмы и ищет потайное место Алукарда; оно находится на болотах в пещере, там стоит его гроб, в котором граф прячется от солнечных лучей. Френк сжигает его гроб. Графу негде скрыться от солнечных лучей, и он умирает. Брюстер, Лазло и шериф находят то место, где днём спал Алукард, и обнаруживают лишь его скелет. Тогда они идут в «Тёмные Дубы», где узнают, что Френк также поджёг Кэтрин и тем самым уничтожил и её.

## Команда
| - Лон Чейни младший — Граф Алукард (Дракула) - Эвелин Анкерс — Клэр Колдуэлл - Роберт Пейдж — Френк Стенли - Луиз Олбриттон — Кэтрин Колдуэлл - Фрэнк Крэвен — доктор Брюстер - Дж. Эдвард Бромберг — профессор Лазло - Сэмьюэл С. Хайндс — судья Симмонс - Аделин Де Уолт Рейнольдс — мадам Зимба - Патрик Мориарти — шериф Дэвис - Этта МакДэниэл — Сара - Джордж Ирвинг — полковник Колдуэлл - Чарльз Бейтс — Томми Лэнд (в титрах не указан) - Джоан Блэр — миссис Лэнд (в титрах не указана) - Джесс Ли Брукс — камердинер Стивен (в титрах не указан) - Джимми Кроу — помощник мадам Зимбы (в титрах не указан) - Сирил Делеванти — доктор Питерс (в титрах не указан) - Роберт Дадли — мировой судья Джонатан Кирби (в титрах не указан) - Бен Ирвэй — Чарли, кондуктор в поезде (в титрах не указан) - Роберт Ф. Хилл — заместитель Френка (в титрах не указан) - Сэм МакДэниэл — Энди, слуга который приветствует Дракулу (в титрах не указан) - Джордж Микер — гость на вечеринке (в титрах не указан) - Чарльз Р. Мур — Мэтью, работник на плантации (в титрах не указан) - Джек Роквэлл — Джек, заместитель (в титрах не указан) - Уолтер Сэнд — Мак, заместитель (в титрах не указан) - Эмметт Смит — слуга (в титрах не указан) - Режиссёр — Роберт Сиодмак - Сценарий — Эрик Тейлор - Оригинальная история — Курт Сиодмак - Продюсер — Форд Биби - Ассоциированный продюсер — Дональд Х. Браун - Исполнительный продюсер — Джек Дж. Гросс - Композитор — Ханс Й. Зальтер - Звукорежиссёр — Бернард Б. Браун - Оператор — Джордж Робинсон - Художественные руководители — Джон Б. Гудман, Мартин Обзина - Художник по костюмам — Вера Уэст - Художники по декорациям — Расселл А. Гаусман, Эдвард Р. Робинсон - Монтаж — Сол А. Гудкайнд - Технический специалист — Чарльз Кэрролл - Помощник режиссёра — Мелвилл Шайер - Костюмер — Вера Вест |

## Производство

### Разработка и подготовка к производству
«Сын Дракулы» стал третьим по счёту фильмом о Дракуле, который выпустила компания Universal, предыдущим была «Дочь Дракулы» (1936). В течение трёх недель после премьеры «Дракулы» (1931) Тода Браунинга, Universal представила в офис Хейса названия трёх фильмов продолжений: «Современный Дракула» (англ. Modern Dracula), «Возвращение Дракулы» (англ. The Return of Dracula) и «Сын Дракулы» (англ. The Son of Dracula). Никаких примечаний относительно возможного сюжета какого-либо из этих фильмов не существует. «Сын Дракулы» был подготовлен в Universal по стандартам, отличным от двух предыдущих фильмов. Компания возобновила работу над производством фильмов ужасов только в 1938 году, первым вышедшим фильмом стал «Сын Франкенштейна» (1939), а новый председатель правления Universal Джон Чивер Каудин принимал активное участие в создании компании. Прибыль компании Universal к 1941 году была выше, чем в 1940 году, а общий доход фильмов «Дракула» и «Франкенштейн» (1931) в начале 1942 года был объявлен газетой Motion Picture Herald «ошеломляюще хорошим бизнесом». После этих событий 5 июня Daily Variety объявила, что были анонсированы два новых фильма ужасов с участием Лона Чейни-младшего: «Франкенштейн встречает человека-волка» (1943) и «Сын Дракулы».
В мае 1942 года Курту Сиодмаку было поручено написать сценарий к фильму. 8 июня газета Los Angeles Times сообщила, что Курт Сиодмак всё ещё пишет сценарий. Предыдущие работы Курта Сиодмака уходят корнями в «ужасы» и научную фантастику оригинального романа и сценария к фильму «ФП-1 не отвечает» (1932) и сценариев для Голливуда к фильмам «Чёрная пятница» (1940), «Возвращение человека-невидимки» (1940), «Обезьяна» (1940), «Человек-волк» (1941) и «Агент-невидимка» (1942). 24 июля Motion Picture Herald сообщила, что Universal приобрела черновой вариант сценария Сиодмака. Daily Variety отметила, что Эрику Тейлору было поручено написать окончательный сценарий. Тейлор ранее работал над «Чёрной пятницей» с Сиодмаком, а также над «Призраком оперы» (1943) и «Призраком Франкенштейна» (1942). В интервью Тому Уиверу в 1984 году Курт Сиодмак сказал, что после того, как его брат Роберт Сиодмак был нанят в качестве режиссёра фильма, он заставил брата покинуть проект. Курт объяснил, что у них «была братская вражда. Когда мы были в Германии, у Роберта был журнал, и когда я писал для него, мне пришлось сменить имя. Ему нужен был только один Сиодмак. Это длилось 71 год, пока он не умер». В своей книге об истории производства «Сына Дракулы» Гэри Д. Родс предположил, что Курт мог ошибаться в этой конкретной ситуации, поскольку нет никаких указаний на то, что Роберт уже был нанят в качестве режиссёра, когда Тейлора наняли для работы над сценарием. Уивер предположил, что действие фильма происходит вне вселенной фильмов «Дракула» (1931) и «Дочь Дракулы» (1936). Уивер отметил, что в «Сыне Дракулы» профессор Лазло заявляет, что граф Дракула был уничтожен в XIX веке, что не соответствует истории двух ранее упомянутых фильмов. Уивер также обратил внимание на статью в прессе, в которой говорилось, что «хотя „Сын Дракулы“ не является продолжением („Дракулы“ 1931 года), он основан в основном на той же жуткой легенде о вампире».
Луиз Олбриттон была выбрана на роль Кэтрин, а её роль была объявлена Universal 7 января. Знаю эту дату Родс предположил, что актрису выбрали на роль в самый последний момент. Согласно сообщениям прессы, Эвелин Анкерс была выбрана на роль Клэр раньше большинства актёров. Чейни получил свою роль самым первым. Анкерс ранее уже снималась в других фильмах Universal, включая «Задержите это привидение» (1941), «Человек-волк», «Призрак Франкенштейна», «Дикая пленница» (1943) и «Безумный гуль» (1943). Universal объявила, что Фрэнк Крэвен и Дж. Эдвард Бромберг прошли кастинг 12 января 1943 года.

### Съёмки

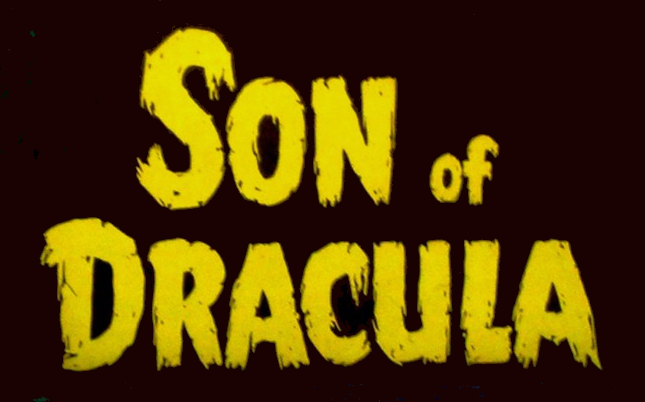
Официальный логотип фильма.

14 июля 1942 года было объявлено, что съёмки должны начаться в сентябре. Позже в декабре 1942 года The Hollywood Reporter объявил, что съёмки начнутся 4 января 1943 года. Чтобы уложиться в этот срок, 29 декабря Universal отправила новый проект сценария на утверждение в Администрацию производственного кодекса (PCA), сценарий назывался «Судьба» (англ. Destiny). В ответе от 31 декабря говорилось, что текущий сценарий не будет одобрен PCA, другая версия сценария была отправлена на рассмотрение 4 января 1943 года, что привело к задержке съёмок фильма. Съёмки фильма начались 7 января 1943 года.
Джордж Ваггнер изначально должен был стать помощником продюсера фильма, но был слишком увлечён «Призраком оперы» (1943). В середине января его заменил Форд Биби. Биби ранее был сорежиссёром сериалов «Путешествие Флэша Гордона на Марс» (1938), «Бак Роджерс» (1939), «Призрачная угроза» (1939), «Флэш Гордон покоряет Вселенную» (1940), а также художественных фильмов, таких как «Ночной монстр» (1942). Он стал вторым режиссёром фильма. На съёмочной площадке произошла смена актёров: первоначально на роль Френка был приглашён Алан Кёртис, но его заменил Роберт Пейдж после того, как Кёртис получил травму колена во время съёмок финальных сцен фильма «Плоть и фантазия» (1943). По словам Родса, мало подробностей о производстве «Сына Дракулы» сохранилось в виде студийных файлов или торговых отчётов. Съёмки фильма закончились 2 февраля.
Роберт Сиодмак, подписавший тогда контракт на 150 долларов в неделю, говорил, что не хотел снимать этот фильм; он назвал сценарий «ужасным — его собрали за несколько дней». Он заявил, что согласиться на эту работу его уговорила жена, которая сказала, что если он покажет, что он «немного лучше», чем другие режиссёры Universal, это произведёт впечатление на студию. Через три дня после начала съёмок ему предложили семилетний контракт. «Мы много переписывали, и результат получился неплохой», — сказал он. «Он не был хорошим, но некоторые сцены определённо получились качественными».
Монтажёром фильма был Сол А. Гудкайнд. Гудкайнд уже работал раньше с Биби — он занимался монтажом фильмов «Флэш Гордон» и «Путешествие на Марс». Родс прокомментировал, что мало что известно о постпродакшене фильма. Он отметил, что в фильме присутствуют лишь незначительные изменения в диалогах, выходящие за рамки того, что написано в окончательном варианте сценария.
В первых пресс-релизах 1943 года говорилось, что вампир в фильме является потомком Дракулы, что отражено в названии картины. Это подтверждается в диалоге двух персонажей. Профессор Лазло и доктор Брюстер размышляют о том, что он может быть потомком оригинального Дракулы, но далее в одной из сцен Кэтрин говоря о вампире произносит фразу «он Дракула».
Этот фильм стал первым, в котором было показано, как летучая мышь превращается в человека. Эффект был сделан мастером спецэффектов Джоном П. Фултоном. Фултон был главным художником специальных эффектов компании Universal начиная с фильма «Человек-невидимка» 1933 года.

## Релиз
С момента завершения съёмок, до его выхода в прокат прошло около шести месяцев. В номере от 27 февраля 1943 года газета Motion Picture Herald указала этот фильм как один из 162 фильмов, для которых голливудские студии ещё не назначили дату премьеры. Обсуждая выход фильма, Роберт Дж. Кисс предположил, что задержка была связана с военными фильмами, которые, как правило, необходимо было выпустить поскорее, чтобы сохранить их актуальность, поскольку Соединённые Штаты вступили во Вторую мировую войну. Перед выходом в широкий прокат в США фильм был показан в кинотеатре «Сине Олимпия» в Мехико 20 октября 1943 года. Он был выпущен с испаноязычным дубляжем под названием El hijo de Dracula. Это был сдвоенный киносеанс — следом показывали фильм «Дикая пленница» (1943). Далее был трёхдневный показ фильма в Канаде, в городе Брандон, в кинотеатре «Capitol», начавшийся 1 ноября 1943 года.
«Сын Дракулы» и «Безумный гуль» были показаны 30 октября в полночь в крупных и маленьких городах Соединённых штатов. Например, он был показан в театре «Тиволи» в Мэривилле, штат Миссури, и в театре «Паркса» в Сидар-Сити, штат Юта. Большинство печатных изданий объявили премьерой показ фильма в кинотеатре «Риальто» в Нью-Йорке 5 ноября, хотя сам кинотеатр не заявлял об этом. В кинотеатре «Риальто» фильм был перенесён с первоначально запланированного двухнедельного показа на четырёхнедельный показ, собрав за первую неделю 11 000 долларов. В выпуске журнала Boxoffice от 11 ноября 1944 года был опубликован отчёт о первых показах 336 фильмов, выпущенных в период с третьего квартала 1943 года до середины 1944 года в 22 крупных американских городах. Продажи билетов на «Сына Дракулы» были на 23 % выше средних продаж и издание назвало фильм хитом. Это был самый успешный фильм компании Universal в жанрах ужасов и научной фантастики за этот период. Для сравнения, фильмы «Женщина из джунглей» (1944) и «Месть человека-невидимки» (1944) компании Universal показали результаты на 14 % и 13 % выше среднего соответственно. Между тем, фильмы «Призрак мумии» (1943) и «Безумный гуль» (1944) были на 5 % выше среднего и на 2 % ниже среднего соответственно. Если сравнивать картину с фильмами других компаний, то он не достиг таких же высоких результатов, как «Жилец» (1944) компании 20th Century Fox или «Незваные» (1944) компании Paramount Pictures, имел такие же средние показатели, как «Корабль-призрак» (1943) компании RKO, и обошёл «Возвращение вампира» компании Columbia. За пределами крупных городов бронирование билетов на «Сына Дракулы» длилось два или три дня, что было стандартной практикой того времени.
«Сын Дракулы» впервые был перевыпущен в кино в 1948 году. В августе 1951 года компания Realart Pictures, занимающаяся повторным прокатом фильмов в кинотеатрах, выпустила фильм «Сын Дракулы» в рамках пакета «7 дней ужасов» (англ. 7 Days of Horror), в котором в течение недели демонстрировались 14 фильмов Universal. Фильм также вошёл в пакет «Шок!» (англ. Shock!) компании Screen Gems из 52 художественных фильмов Universal, выпущенных до 1948 года, и был показан по телевидению в октябре 1957 года; к октябрю 1958 года «Сын Дракулы» демонстрировался на телеканалах по всей Америке. «Сын Дракулы» был впервые выпущен на VHS и Betamax в 1988 году. Также он был выпущен на DVD как часть Dracula: The Legacy Collection и Monster Legacy Collection в апреле 2004 года и на Blu-ray 16 мая 2017 года как часть набора Dracula: Complete Legacy Collection. В России фильм официально не издавался.

## Критика
Киновед Гари Родс заявил, что первоначальный приём критиков «Сына Дракулы» был «разнообразным». Из современных рецензий, The Hollywood Reporter заявил, что «Сын Дракулы» был «первым в списке» фильмов ужасов, поскольку он был «хорошо сделан» с «умной режиссурой Роберта Сиодмака» и что «Дракула в исполнении Чейни — выдающаяся работа, выполненная без обилия грима, которым он обычно намазан». Ирен Тирер из The New York Post оценила фильм как «приемлемый/хороший», найдя его «аккуратно сделанным… и, безусловно, гарантирующим появление мурашек, разбавленных смехом». A. Х. Вейлер из The New York Times нашёл фильм настолько же «непреднамеренно смешным, насколько и пугающим» и заключил, что это «довольно бледное предложение». В рецензии, опубликованной в журнале Harrison’s Reports, отмечалось, что «Сын Дракулы» был «чрезвычайно странным, фантастическим и болезненным фильмом, но поскольку эта тема была использована много раз, ему не удалось достичь ужасающего воздействия оригинала».
В своей книге Universal Horrors Том Уивер, Майкл и Джон Брунасы заявили, что «Сын Дракулы» «в первые годы изучения ужасов, часто объединяют с остальными фильмами о монстрах Universal 40-х годов, но постепенно его стали рассматривать как продукт более утончённого мышления». А в каноне карьеры Роберта Сиодмака «Сын Дракулы» «всё ещё рассматривается как малозначительный факт, ступенька к его более поздним высоко оценённым работам в жанре нуар». Боб Мастранджело из AllMovie назвал фильм «сугубо второстепенным, безобидным развлечением, которое так и не раскрывает свой потенциал», отметив, что Чейни «не очень хорошо справился со своей работой», но «проблемы „Сына Дракулы“ выходят за рамки Чейни, так как сценарий никогда не использует сочный потенциал истории и лишён мрачного юмора и прекрасной атмосферы, которые делают лучшие фильмы ужасов Universal такими вечными». Шон Аксмейкер написал в The Seattle Times, что «Сын Дракулы» был «мелкой капризной жемчужиной ужасов», которую сдерживали «неуклюжие выходки скептически настроенных полицейских и утомительная экспозиция, рассказанная старым карпатским доктором». Критик Пол Чамберс с сайта Movie Chambers наоборот же называет игру Лона Чейни младшего в этом фильме худшей за всю его карьеру: «столб имеет больше харизмы, чем Чейни в роли Алукарда. Его игра мучительно медленная и неловкая». Критику с сайта «Клуб-Крик» в целом понравился сюжет фильма. Так же он отмечает «отличную игру» Лона Чейни младшего, который «своим талантом привнёс нечто новое в работу». Сравнивая Дракулу Лугоши с образом Дракулы, который создал на экране Чейни, критик пишет, что «он заведомо показательно напорист и сильнее, ему не нужно создавать наигранную улыбку и хитрить, этот вампир предпочитает действовать в открытую, используя всю свою мощь». Кинокритик Деннис Шварц тоже ругает игру Чейни делая акцент на том, что «вампир разговаривает с американским акцентом, хотя он приехал из Венгрии».
Агрегатор рецензий Rotten Tomatoes дал картине рейтинг в 60 %, на основе 15 рецензий. Зрители оценили фильм в 32 %.
В интервью журналу Starlog в 1990 году Курт Сиодмак размышляя о «Сыне Дракулы», заявил, что фильм «стал классикой благодаря тому, что Роберт (Сиодмак) справился со светом и тенью. Он прекрасно передавал настроение, характер, атмосферу, психологию. Он умел создавать чудесные сцены. Но он не умел писать».

## Продолжения и наследие
Уже в следующем году на экраны вышел фильм «Дом Франкенштейна» (1944), а следом «Дом Дракулы» (1945), в которых также появляется Дракула, но уже не является главным действующим лицом. В обоих продолжениях роль вампира исполнил Джон Кэррадайн.
В фильме впервые использовано обратное написание имени Дракула — Алукард. Впоследствии данное изменение неоднократно использовалось для именования персонажей в произведениях о вампирах. В серии видеоигр Castlevania присутствует персонаж по имени Алукард, также являющийся сыном Дракулы. По сюжету игры он пошёл против отца и взял себе данное имя, дабы показать, что он — противоположность графу. Также унаследовал от отца возможность превращения в летучую мышь. Впервые данный персонаж появился в Castlevania III: Dracula's Curse в качестве босса, где после победы над ним становился играбельным персонажем.
В манге и основанных на ней аниме и OVA «Hellsing» это имя носит сам граф Дракула.